# Gruppo di NGC 182
Il Gruppo di NGC 182 comprende almeno 4 galassie situate nella costellazione dei Pesci: NGC 182, NGC 194, NGC 198 e NGC 200.
La distanza media di questo gruppo di galassie dalla nostra Via Lattea è di 235 milioni di anni luce.

## Membri
Le galassie componenti il gruppo sono almeno le seguenti:
| Nome    | Classificazione   | Tipo               | AR (J2000.0)  | δ (J2000.0) | Velocità radiale (km/s) | Magnitudine apparente | Distanza (Mpc) | Dimensioni (kal) |
| ------- | ----------------- | ------------------ | ------------- | ----------- | ----------------------- | --------------------- | -------------- | ---------------- |
| NGC 182 | (R')SAB(rs)a pec? | Spirale intermedia | 00h 38m 12.4s | 02° 43′ 43″ | 5261 ± 6                | 12,4                  | 72,5 ± 5,1     | 192              |
| NGC 194 | E                 | Ellittica          | 00h 39m 18.4s | 03° 02′ 15″ | 5288 ± 11               | 12,2                  | 72,0 ± 5,1     | 100              |
| NGC 198 | SA(r)c            | Spirale            | 00h 39m 23.0s | 02° 47′ 53″ | 5275 ± 41               | 13,2                  | 72,4 ± 5,1     | 93               |
| NGC 200 | SB(s)bc           | Spirale barrata    | 00h 39m 34.9s | 00° 53′ 15″ | 5169 ± 8                | 12,6                  | 70,9 ± 5,0     | 128              |

Il sito DeepskyLog permette di trovare le galassie citate nella tabella utilizzando il loro nome; in alternativa, le galassie possono essere individuate in base alle loro coordinate celesti. Salvo dove diversamente indicato, i dati provengono dal sito NASA/IPAC.